# Mud and Sand
Mud and Sand (in italiano tradotto Fango e sabbia) è un cortometraggio muto del 1922, diretto da Gilbert Pratt e prodotto da Broncho Billy Anderson con Stan Laurel. 
È una parodia del film Sangue e arena di Rodolfo Valentino.
Il cortometraggio uscì il 13 novembre 1922.

## Trama
In un paesino vicino a Madrid Rhubarb Vaselino decide di dare una svolta alla sua vita, così, consigliato dall'amico Sapo, decide di intraprendere la pericolosa carriera del torero.
Mentre tutti gli altri falliscono nella prova (compreso Sapo che viene ferito per primo), Vaselino riesce miracolosamente a uccidere il toro e diventa un campione.
Poco più tardi s'incontra con una sua vecchia compagna di classe di cui s'innamora perdutamente, e quella sera stessa prima della partenza per Madrid, i due s'incontrano e si baciano per la prima volta.
Tuttavia appena entra in un locale nella città, Rhubarb s'innamora di una danzatrice, e quella notte, mentre lei sale in camera sua, vengono scoperti dalla fidanzata e dalla famiglia di Rhubarb, che era appena arrivata.
Ormai è giunto il mattino e Rhubarb deve prepararsi per l'ultimo incontro della stagione, tuttavia la cerimonia non parte col piede giusto.
Infatti Rhubarb, mentre viene acclamato dalla folla, apre per sbaglio la porta della stalla dei tori e viene inseguito fino all'interno dell'arena da un grosso toro infuriato.
Come se non bastasse due toreri invidiosi di Vaselino, hanno fatto bere di nascosto al toro una bottiglia che lo fa scattare di colpo, facendo morire di paura il povero Rhubarb, per poi cadere in un sonno profondo.
Vaselino è vincitore, quindi viene coperto da una moltitudine di cappelli e poi cade a terra sfinito.

## Cast
- Stan Laurel - il torero Rhubarb Vaselino
- Julie Leonard - Caramel
- Leona Anderson - Filetto di Sole
- Wheeler Dryden
- Sam Kaufman